# Laurel und Hardy: Ohne Furcht und Tadel
Ohne Furcht und Tadel (Originaltitel: The Laurel & Hardy Murder Case) ist ein US-amerikanischer Kurzfilm des Komiker-Duos Laurel und Hardy aus dem Jahre 1930. Es ist der erste Film, der aufgrund der damals unmöglichen Synchronisation in insgesamt fünf verschiedenen Sprachversionen gedreht wurde (Englisch, Deutsch, Französisch, Spanisch, Italienisch). Ohne Furcht und Tadel hatte seine Premiere am 6. Dezember 1930, deutscher Kinostart war am 21. Mai 1931 im Berliner Marmorhaus unter dem Titel Spuk um Mitternacht. Dabei handelte es sich um die 40-minütige deutsche Sprachversion.

## Handlung
Stan und Ollie sind arbeitslos und verdienen ihr weniges Geld mit dem Fangen von Fischen. Eines Tages erfahren sie durch eine dahergeflogene Zeitung, dass Stans Onkel, ein Mann namens Ebeneezer Laurel verstorben ist und das Testament verlesen werden soll, das dem Erben einen Betrag von drei Millionen Dollar verspricht. Wegen des gleichen Nachnamens „Laurel“ soll Stan sich als Ebeneezers Neffe und Erbe vorstellen. Sogleich begibt sich das Duo auf den Weg zu Ebeneezers finsterer Villa, in welcher in jener Nacht aufgrund eines tobenden Gewitters eine gruselige Atmosphäre vorherrscht. Im Haus werden die vielen Erben außerdem von der Polizei begrüßt und der Kommissar erzählt ihnen, dass Stans „Onkel“ keines natürlichen Todes gestorben sei, sondern ermordet wurde. Aus diesem Grund wird es den Verwandten verwehrt, das Haus zu verlassen, bis der Mörder ausfindig gemacht wurde.
Stan und Ollie müssen im Zimmer des Ermordeten übernachten, wo es im Laufe der Nacht zu allerlei Turbulenzen kommt: Mal läuft eine schwarze Katze über die Bettdecke, mal bietet sich ein schauderhafter Anblick eines Sensenmann-Gemäldes und dann wiederum verirrt sich eine Fledermaus unter die Bettdecke. Zudem verschwinden immer wieder andere Verwandte auf mysteriöse Weise im Herrenzimmer, nachdem sie der gruselige alte Butler zum Telefon bittet. Auch die Polizisten sind verwirrt über das Verschwinden der Erben, bis sie selbst ins Zimmer gehen und nicht wiederkehren. Letztendlich werden auch Stan und Ollie vom Butler in das Herrenzimmer gerufen und stellen fest, dass das Telefon offenbar ein Hebel zu einer Falltür ist. Als die beiden damit beschäftigt sind, der Sache auf den Grund zu gehen, schleicht sich der Mörder, der bis dahin als alte Haushälterin getarnt war und den Butler als Komplizen hatte, mit einem Messer aus einer Geheimtür zu ihnen heran und will auch sie beseitigen. Daraufhin bricht ein Kampf aus, der für den Zuschauer relativ bald zu der Erkenntnis führt, dass alles nur geträumt war und Stan und Ollie in Wirklichkeit im Hafen sind. Da sie offenbar im Halbschlaf weiterzanken, fallen sie ins Wasser und der Film endet.

## Hintergrund
- Der Film parodiert hauptsächlich den Horrorfilm Spuk im Schloß aus dem Jahre 1927 sowie weitere Filme dieses Genres. Der Originaltitel The Laurel and Hardy Murder Case spielt auf die Titel der damals beliebten Romane um den Detektiv Philo Vance an, welche stets The (das Wort dazwischen variierte von Buch zu Buch) Murder Case lauteten.
- Die Dreharbeiten dauerten vom 6. bis 28. Mai 1930.
- Die deutsche Sprachversion „Spuk um Mitternacht“ setzte sich zusammen aus diesem Film sowie aus dem 1929 entstandenen Kurzfilm “Berth Marks”. Dadurch konnte das Endergebnis auf 40 Minuten gekoppelt werden, wodurch man wiederum beim europäischen Verleiher höhere Preise verlangen konnte. Danach galt diese deutsche Fassung für lange Zeit als verschollen, bis man sie im Jahre 2004 wiederentdeckte.
- In Österreich wurde „Spuk um Mitternacht“ am 8. November 1931 in Wien uraufgeführt, allerdings unter dem Titel „Drei Millionen Dollar“. Laut einem Gerücht soll die österreichische Version eine Länge von fünf Filmrollen gehabt haben, während die deutsche Version nur vier Rollen aufweist. Dies wiederum wirft die Frage auf, ob es womöglich zwei verschiedene deutschsprachige Fassungen gab, was allerdings ohne die unauffindbare österreichische Version nicht geklärt werden kann.

## Deutsche Fassungen
- Die erste deutsche Synchronisation, mit dem Titel Dick und Doof auf Gespensterjagd entstand 1958 bei der Berliner Synchron. Walter Bluhm sprach Stan Laurel und Bruno W. Pantel übernahm die Rolle von Oliver Hardy. Die Dialoge schrieb Horst Sommer.[1]
- 1961 erstellte die Beta-Technik eine zweite Fassung mit dem Titel Dick und Doof – Ohne Furcht und Tadel. Das Buch schrieb Wolfgang Schick, Regie führte Manfred R. Köhler und die Musik steuerte Conny Schumann bei. Stan wurde wieder von Walter Bluhm gesprochen und Ollie erhielt die Stimme von Arno Paulsen. Diese Fassung hatte am 24. Juli 1970 ihre TV-Premiere und erschien auch auf DVD.[1]

## Kritiken
Gerade Laurel und Hardys Mühseligkeiten, der deutschen Sprache gerecht zu werden, und ihr englischer Akzent dabei sorgten für hauptsächlich positive Kritiken. So urteilte unter anderem die Zeitschrift Lichtbild-Bühne:

„Man sagt, die deutsche Sprache sei eine schwere Sprache. Dock und Dof werden dies gern bestätigen: Mühsam entringen sich ihnen unsere schönen Mutterlaute. Aber das macht in diesem Fall nicht viel aus. Der Witz der beiden ist eben ganz auf Mimik und komische Gebärde gestellt, und – ja, sie sind eben so amüsante Burschen, dass man ihnen alles verzeiht.“

In Wien sah es nicht anders aus, auch hier wurde besonders die Verstärkung der Komik durch die Sprache gelobt:

„Dies ist das Rohmaterial für die beiden Komiker zur Entfaltung ihres grotesken Könnens. Die Mimik der beiden wird diesmal durch akustische Zugaben und Dialog ergänzt. Ihr deutsches Radebrechen wirkt komischer als die witzigsten Pointen! Ungünstig wirken die geringen Sprachkenntnisse des übrigen Ensembles.“